# Сребрено (Грчка)
Сребрено или Сребрени (грч. Ασπρόγεια, Астрогија) је насеље у Грчкој у општини Суровичево, периферија Западна Македонија. Према попису из 2021. било је 97 становника.
Македонски историчар Тодор Симовски, 1998. године наводи да је Сребрено словенско насеље.

## Становништво
| Година       | 1951 | 1961 | 1971 | 1981 | 1991 | 2001 | 2011 |
| ------------ | ---- | ---- | ---- | ---- | ---- | ---- | ---- |
| Становништво | 652  | 662  | 550  | 318  | 461  | 353  | 209  |